# Willem Verhulst
Willem Verhulst fut le second directeur-général de la colonie de la Nouvelle-Néerlande à l'emploi de la Compagnie néerlandaise des Indes occidentales de 1625 à 1626. 

## Biographie
La direction de Willem Verhulst ne dura qu'une année avant qu'il ne soit renvoyé aux Provinces-Unies par les colons mécontents. Ceux-ci élurent l'un des leurs, Pierre Minuit, à la tête de la colonie néerlandaise. 
Il décida d'établir le Fort Amsterdam à la pointe sud de l'île de Manhattan, futur emplacement de La Nouvelle-Amsterdam. 